# Gökhan Kılıç
Gökhan Kılıç (ur. 6 stycznia 1988) – turecki sztangista, wicemistrz Europy.
Największym jego sukcesem jest srebrny medal mistrzostw Europy w 2011 roku. Startując w kategorii wagowej do 56 kg osiągnął 256 kg w dwuboju. Rok wcześniej, w Mińsku, zajął 5. miejsce z wynikiem 251 kg.